# 李仙熙
李仙熙（1978年10月21日—）是一名韩国女子跆拳道运动员。她在2000年悉尼奥林匹克运动会中，参加了女子跆拳道比赛，并获得67公斤级项目金牌。她也参加了1998年亚洲运动会，获得一枚银牌。